# Johann Friedrich II. (Sachsen)

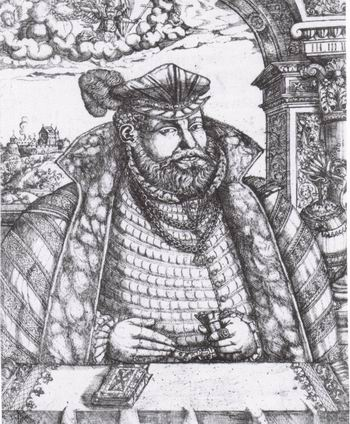
Herzog Johann Friedrich II. zu Sachsen

Johann Friedrich II. der Mittlere (* 8. Januar 1529 in Torgau; † 9. Mai 1595 (in Haft) auf Schloss Steyr, Oberösterreich) war ein Fürst aus der ernestinischen Linie der Wettiner. Er führte nominell den Titel eines Herzogs zu Sachsen, war aber tatsächlich Herrscher der sächsischen Herzogtümer Coburg und Eisenach.

## Leben
Johann Friedrich war der älteste Sohn des sächsischen Kurfürsten Johann Friedrich des Großmütigen (1503–1554) aus dessen Ehe mit Sibylle (1512–1554), Tochter des Herzogs Johann III. von Jülich-Kleve-Berg. Er wurde gemeinsam mit seinem jüngeren Bruder Johann Wilhelm sorgfältig und umfassend unter anderem von Basilius Monner ausgebildet. Bereits in jungen Jahren nahmen die Brüder an Sitzungen des Hofrats teil.

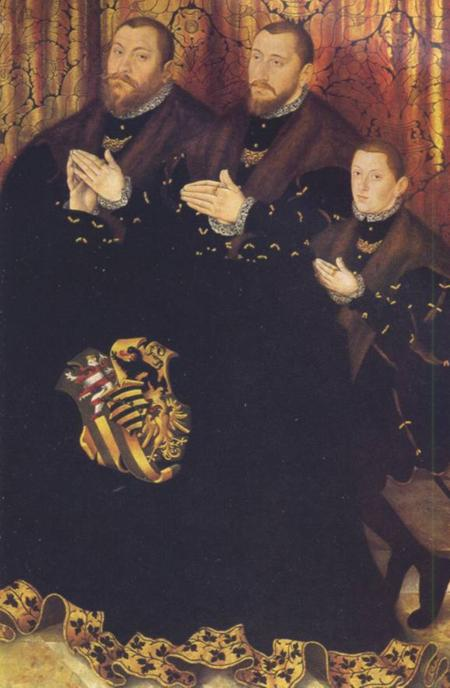
Johann Friedrich II. (links) mit seinen Brüdern Johann Wilhelm (Mitte) und Johann Friedrich III. (rechts)

Im Jahr 1547 übernahm Johann Friedrich 18-jährig nach der Schlacht bei Mühlberg und der Gefangennahme seines Vaters mit seinem Bruder Johann Wilhelm die Verwaltung der ernestinischen Länder. Nach anfänglichen Versuchen, den Kampf gegen den Kaiser Karl V. neu zu organisieren, unterwarf er sich diesem schließlich. Der Kaiser setzte den Söhnen Johann Friedrichs I. eine Jahressumme von 50.000 Gulden aus. Da er nicht in der Lage war, diese auszuzahlen, verpfändete er einige Ämter, die den Kern der ernestinischen Besitzungen bildeten. Johann Friedrich II. wurde nach dem Tod seines Vaters 1554, der in seinem Testament die Unteilbarkeit des Landes und die gemeinschaftliche Regierung der Söhne festgelegt hatte, im Einvernehmen mit seinen Brüdern alleiniger Regent der ernestinischen Besitzungen. Seine Residenz bezog er in Gotha auf Burg Grimmenstein. Die kaiserliche Neubelehnung mit den ernestinischen Besitzungen erfolgte am 23. März 1555. Johann Friedrich trat in die Dienste des französischen Königs Heinrich II., den er auf Feldzügen in Frankreich unterstützte und dafür eine jährliche Zahlung von 30.000 Franc erhielt.

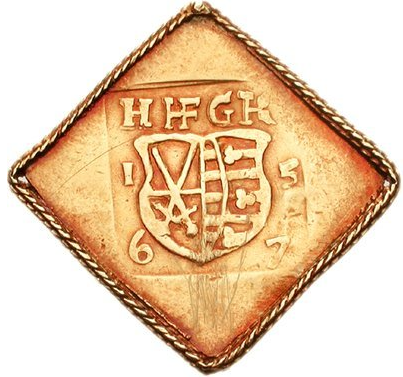
Gothaer Belagerungsklippe

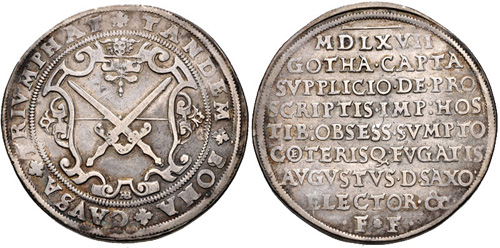
Taler von 1567 auf die Einnahme von Gotha aus der Münzstätte Dresden

Weil Johann Friedrich während der Grumbachschen Händel dem 1563 geächteten Wilhelm von Grumbach trotz kaiserlichen Verbots Schutz gewährte, wurde er am 12. Dezember 1566 von Kaiser Maximilian II. ebenfalls geächtet. Kaiserliche Truppen unter dem Befehl des sächsischen Kurfürsten August belagerten die Stadt Gotha und Burg Grimmenstein. Während der Belagerung ließ Johann Friedrich zur Deckung der innerstädtischen Geldausgaben auf der Burg Belagerungsklippen schlagen. Nach der Einnahme der Burg am 13. April 1567 wurde er vom Kurfürsten August nach Dresden gebracht. Am 22. Juni 1567 war die Ankunft in Wien, es folgte die kaiserliche Gefangenschaft mit eigener Hofhaltung in Wiener Neustadt, später auf der Burg in Preßburg, um 1571 wieder wegen der größeren Sicherheit nach Wiener Neustadt zurückzukehren. Dort unterhielt er einen kleinen Hofstaat und hatte auch einen eigenen evangelischen Pfarrer. Außerdem bewirtschaftete er einen Pachtgarten in der Vorstadt.
Kurfürst August ließ 1567 in seiner Münzstätte Dresden einen Gedenktaler auf die Einnahme Gothas prägen. Dieser hatte einen demonstrativ großen Kurschild und die lateinische Umschrift Endlich siegt die gute Sache sowie auf der Rückseite die Inschrift: Als im Jahre 1567 die Stadt Gotha eingenommen, die Strafe an den geächteten belagerten Reichsfeinden vollzogen und die übrigen in die Flucht geschlagen worden, ließ August, Herzog zu Sachsen und Kurfürst, (diese Münze) machen. (Übersetzung nach Haupt.)
Im Sommer 1572, noch vor dem Tod ihres gemeinsamen Sohnes Friedrich Heinrich (1563–1572), zog seine Frau, die Herzogin Elisabeth von der Pfalz, zu ihm ins Gefängnis. In zahlreichen Bittbriefen, unter anderem an Kaiser Maximilian II., Kaiserin Maria und die  Kurfürstin Anna von Sachsen hatte sie – vergeblich – um die Freilassung ihres Mannes gebeten. Am 8. Februar 1594 verstarb Elisabeth nach über 20-jährigem freiwilligen Zusammenlebens mit ihrem Mann im Gefängnis. 1595 wurde Friedrich wegen der Türkengefahr aus Wiener Neustadt in das Schloss Lamberg in Steyr im Land ob der Enns (Oberösterreich) gebracht. Dort starb er am 9. Mai 1595 an den Folgen eines Sturzes im Treppenhaus nach 28-jähriger Haft. Seine sterblichen Überreste wurden am 15. Dezember 1595 nach Coburg überführt. Gemeinsam mit seiner Gemahlin ist er in der dortigen Morizkirche bestattet. Dort ließ Herzog Johann Casimir 1598 seinen Eltern durch den Bildhauer Nikolaus Bergner aus Pößneck ein zwölf Meter hohes Grabmal aus thüringischem Alabaster setzen, das zu den schönsten Renaissance-Epitaphen in Deutschland gezählt wird. Es zeigt neben biblischen Darstellungen das herzogliche Ehepaar mit den knienden Kindern, die die Hände gefaltet haben.

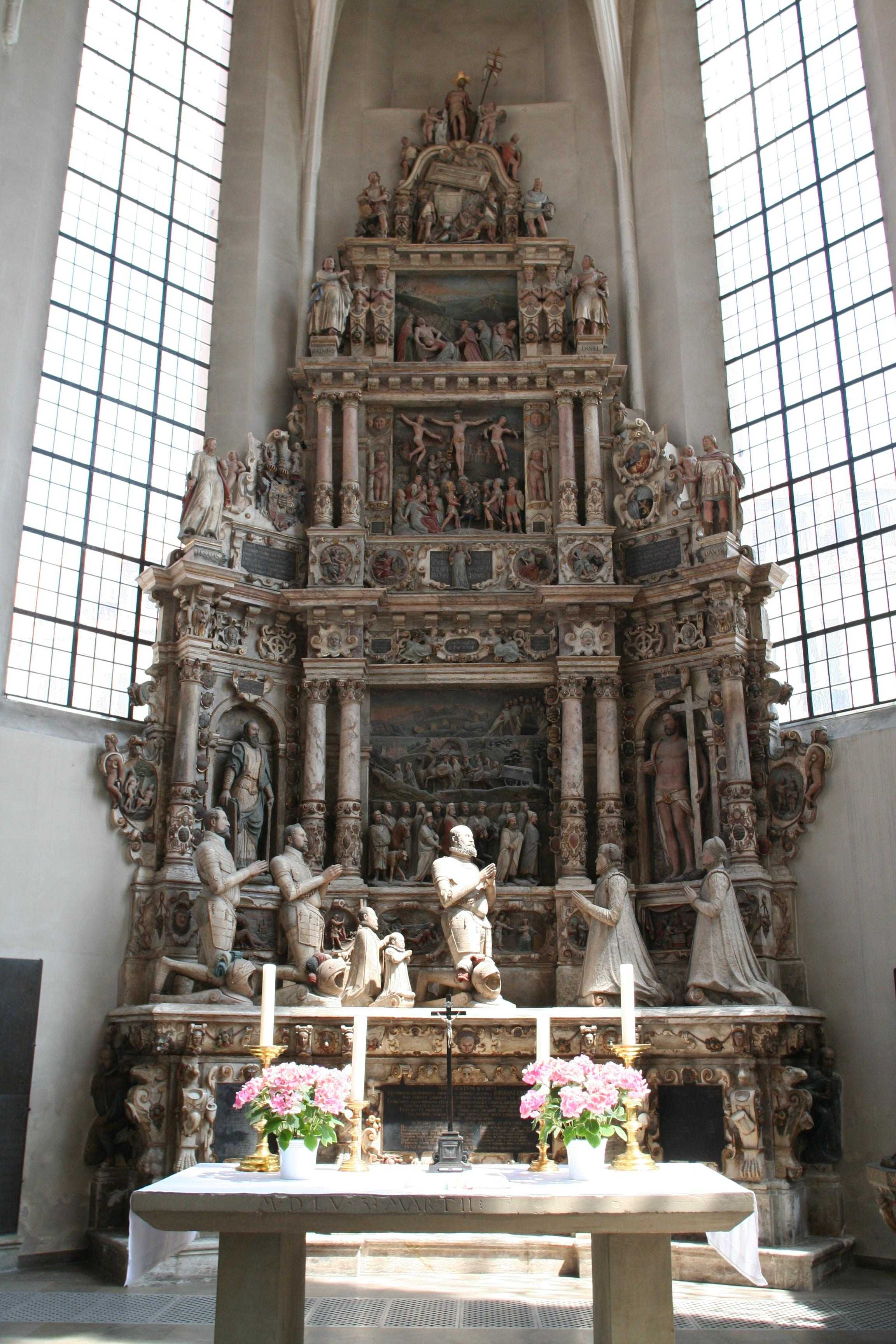
Epitaph für Herzog Johann Friedrich II. und seine Gemahlin Elisabeth in der Morizkirche Coburg

Die Herrschaft über die gesamten ernestinischen Besitzungen übernahm zunächst sein Bruder Johann Wilhelm († 1573). In der Erfurter Teilung 1572 wurde den Söhnen Johann Friedrichs des Mittleren auf Betreiben ihres Vormundes, des Kaisers und des Reichstages der väterliche Hausbesitz (die Pflege Coburg und die Ämter um Eisenach und Gotha) zurückgegeben, den sie nach dem Erreichen der Volljährigkeit und dem Antritt des Erbes nach Ableben des Vaters 1595 unter sich verteilten; Johann Casimir bekam Coburg und Johann Ernst Eisenach und Gotha. Damit begannen die zahlreichen ernestinischen Teilungen, in deren Folge in Thüringen zahlreiche kleine Territorien entstanden.

## Ehen und Nachkommen

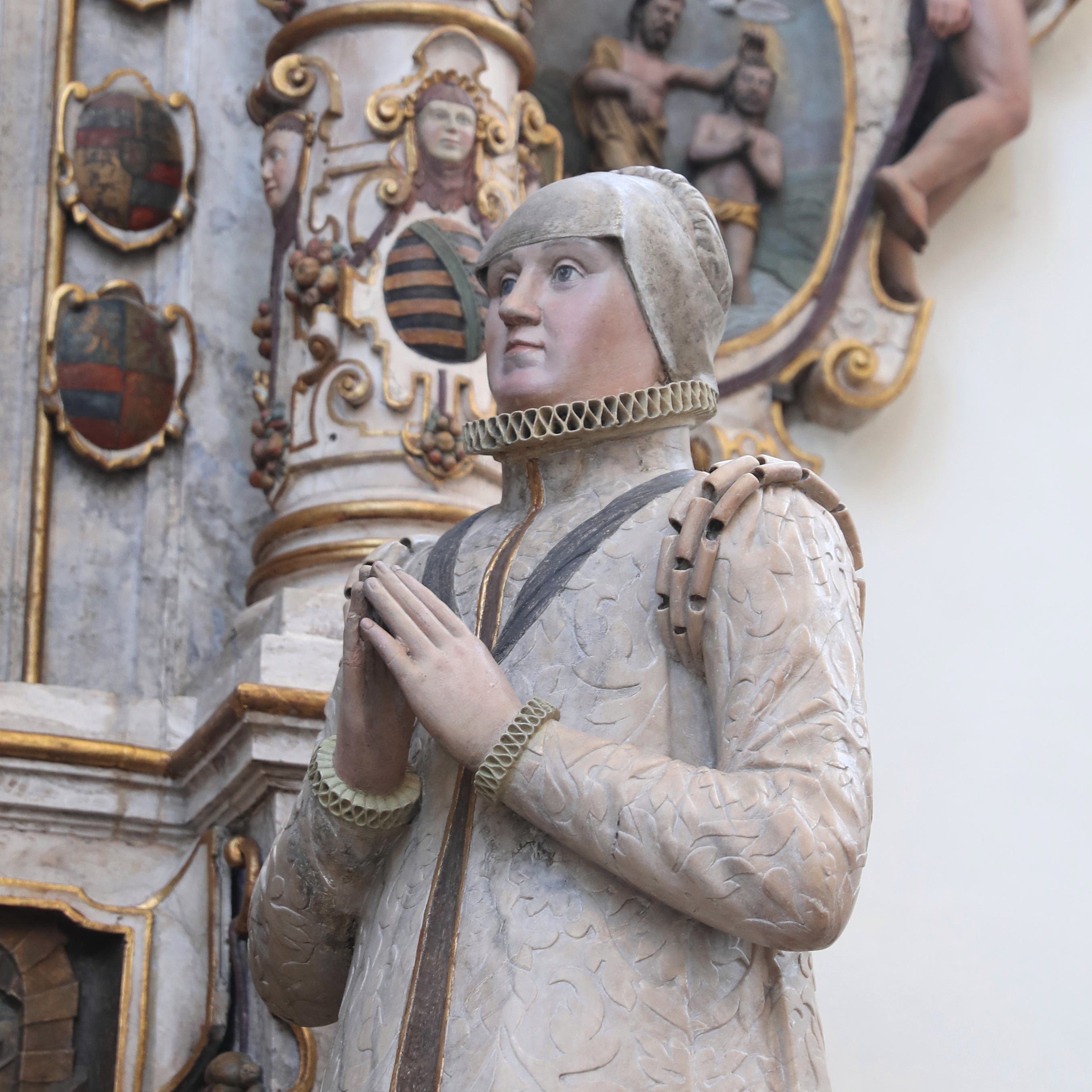
Prinzessin Elisabeth von Pfalz-Simmern (1540–1594)

Johann Friedrich heiratete in erster Ehe am 26. Mai 1555 in Weimar Agnes (1527–1555), Tochter des Landgrafen Philipp I. von Hessen und Witwe des Kurfürsten Moritz von Sachsen, womit er dem Wunsch seines Vaters entsprach. Agnes starb bereits im November desselben Jahres an einem Fieber.
Seine zweite Ehe schloss er am 12. Juni 1558 in Weimar mit Elisabeth (1540–1594), Tochter des Kurfürsten Friedrich III. von der Pfalz, mit der er folgende Kinder hatte:
- Johann Friedrich (1559–1560)
- Friedrich Heinrich (1563–1572)
- Johann Casimir (1564–1633), Herzog von Sachsen-Coburg

⚭ 1. 1586 (gesch. 1593) Prinzessin Anna von Sachsen (1567–1613)
⚭ 2. 1599 Prinzessin Margarete von Braunschweig-Lüneburg (1573–1643)
- Johann Ernst (1566–1638), Herzog von Sachsen-Eisenach

⚭ 1. 1591 Gräfin Elisabeth von Mansfeld (1565–1596)
⚭ 2. 1598 Prinzessin Christine von Hessen-Kassel (1578–1658)